# Fritz Eichenwald
Fritz Eichenwald, eigentlich Joseph Schmitz (* 29. Mai 1901 in Illva, Österreich-Ungarn; † 11. September 1941 in Orjol, Sowjetunion), war ein deutscher Politiker und Agent der Kommunistischen Partei Deutschlands (KPD) und Widerstandskämpfer gegen den Nationalsozialismus. Zur Zeit des Großen Terrors 1937 wurde er im sowjetischen Exil Opfer stalinistischer Säuberungen und 1941 erschossen.

## Leben
Nach dem Abschluss des Abiturs und eines Studiums wurde Schmitz Ingenieur. 1920 trat er in den Kommunistischen Jugendverband Deutschlands (KJVD) und 1924 in die KPD ein und wurde Parteisekretär in Recklinghausen. Schmitz war verdeckt für den bis 1937 bestehenden, illegalen Nachrichtendienst der KPD, den sogenannten Antimilitärischen Apparat (AM-Apparat) tätig, arbeitete direkt mit dessen Leiter Hans Kippenberger zusammen und übernahm dort verschiedene wichtige Funktionen. 
Nach der Machtübernahme der Nationalsozialisten und dem Verbot kommunistischer Betätigung in Deutschland im März 1933 ging Schmitz unter dem Namen Fritz Eichenwald, den er fortan führte, in die Emigration in die Schweiz. Hier war er für die Rundschau-Nachrichtenagentur tätig. 
Am 22. Juni 1934 wurde Eichenwald aus der Schweiz ausgewiesen und gelangte im März 1935 nach Moskau. Am 27. April 1937 wurde er im Zuge stalinistischer Säuberungen unter den deutschen, kommunistischen Emigranten vom Volkskommissariat für Innere Angelegenheiten der UdSSR (NKWD) verhaftet und am 2. August 1937 zu zehn Jahren Haft verurteilt, die er im Zentralgefängnis von Orjol absitzen sollte. 
Am 11. September 1941 wurden vor dem Rückzug der Roten Armee aus Orjol auf Stalins Befehl 157 Gefangene, unter ihnen Eichenwald, durch NKWD-Sondereinheiten in einem Wald erschossen.